# 쿨앤쿨
㈜쿨앤쿨은 1998년 1월에 설립된 대한민국의 온라인 유통전문 기업이다. 2002년 10월 대학생 창업기업인 곽상준이 대표이사로 취임한 후 온라인 유통으로 사업을 전환하였고, 2005년 5월 23일 법인명을 "㈜에프알엠"에서 "㈜쿨앤쿨"으로 변경하였다. 2004년 10월 5일 당시 상호가 ㈜에프알엠일 때 벤처기업협회 벤처코리아2004행사를 통해 성공리딩벤처기업 티켓링크와 자매결연을 맺은 바 있다..

## 참조
1. ↑  정승환 (2006년 12월 24일). “곽상준 사장, 온라인서 전통죽 월1억씩 팔아”. 매일경제.
2. ↑  매일경제 (2004년 10월 3일). “리딩벤처-대학생 창업벤처 '짝짓기'”. 매일경제.

## 참조 문헌
- 디아이투데이 디지털전문업체 DB